# Níkos Dabízas
Níkos Dabízas (en grec : Νίκος Νταμπίζας)  (né le 3 août 1973 à Ptolemaïda, en Macédoine-Occidentale) est un footballeur grec évoluant au poste de défenseur. International grec.

## Biographie

### En club
C'est lui qui a subi le contrôle extraordinaire de Dennis Bergkamp lors d'un match opposant Newcastle à Arsenal.

### En sélection
Níkos Dabízas faisait partie de l'équipe de Grèce qui a remporté l'Euro 2004. 

## Carrière
- 1991-1994 :  Pontioi Verias
- 1994-1998 :  Olympiakos
- 1998-2004 :  Newcastle United
- 2004-2005 :  Leicester City
- 2005-2011 :  AEL Larissa

## Palmarès
- Vainqueur du Championnat d'Europe des nations de football : 2004 (Grèce).
- Champion de Grèce : 1997 (Olympiakos).